# Archiwum Arcybiskupa Eugeniusza Baziaka
Archiwum Arcybiskupa Eugeniusza Baziaka – archiwum kościelne znajdujące się w Krakowie, powstałe z przeniesienia materiałów archiwalnych z terenu archidiecezji lwowskiej do Polski, po zakończeniu II wojny światowej.
Materiał aktowy narastał od chwili powołania w 1375 arcybiskupstwa w Haliczu i przeniesienia go w 1412 do Lwowa oraz powołania w 1429 kapituły metropolitalnej. W latach 1789–1925 do archidiecezji lwowskiej należała również Bukowina. Po II wojnie światowej w granicach Polski znalazła się niewielka część dawnej Archidiecezji Lwowskiej, która nosiła nazwę Administratury Apostolskiej w Lubaczowie. W 1992 weszła ona w skład nowo utworzonej diecezji zamojsko-lubaczowskiej.
W latach 1930–1931 zasoby kurii arcybiskupiej we Lwowie uporządkował Stanisław Zajączkowski. W tym też czasie w Archiwum gromadzono archiwalia parafialne powstałe przed 1800. Do Archiwum Kapituły Metropolitalnej we Lwowie nie włączono Archiwum Archidiecezjalnego. Obecnie to ostatnie Archiwum stanowi część Państwowego Archiwum Historycznego we Lwowie. Do 1939 Archiwum Kurii mieściło się w pałacu biskupim, przy ul. Czarnieckiego 22 we Lwowie. Akta personalne zostały zniszczone w pierwszych dniach września 1939. Akta metrykalne przejęły w 1939 władze radzieckie.
W październiku 1945 zasoby Archiwum Archidiecezjalnego oraz archiwum i biblioteki Seminarium Duchownego we Lwowie zostały przewiezione do Krakowa, Tarnowa i Kalwarii Zebrzydowskiej. W latach pięćdziesiątych XX w., z inicjatywy arcybiskupa Eugeniusza Baziaka i ks. Mariana Rechowicza akta przewieziono do Lublina i złożono w gmachu Katolickiego Uniwersytetu Lubelskiego. Po ukończeniu w 1978 budowy budynku kurii biskupiej w Lubaczowie zaczęto tam gromadzić wszystkie akta. W połowie 1995 Archiwum przewieziono do Krakowa, gdzie są przechowywane w budynku przy ul. Kanoniczej 13.
Archiwum dysponuje dużym zasobem ksiąg metrykalnych z terenu archidiecezji lwowskiej obrządku łacińskiego.

## Zasób Archiwum
- akta konsystorskie – dokumenty pergaminowe, księgi konsystorskie, akta wizytacyjne (XVI-XIX w.), registratura konsystorska (od 1787), varia
- archiwa parafialne (XVII-XX w.) – zespoły szczątkowe ok. czterystu archiwów
- księgi metrykalne (XVI-XX w.)
- archiwum zarządu dóbr arcybiskupich (XIX-XX w.) – zespół szczątkowy
- archiwum sądu kościelnego
- szczątkowe archiwalia Kapituły Metropolitalnej we Lwowie (XVIII-XX w.)
- archiwum Seminarium Duchownego we Lwowie i Kalwarii Zebrzydowskiej (XVIII-XX w.)
- szczątkowe akta niektórych zakonów (XVIII-XX w.)

Cześć zespołu archiwalnego zmikrofilmowano – Janusz Kania, Katalog mikrofilmów Ośrodka ABMK KUL. Nr 5. Losy, struktura i katalog zasobu Archiwum Archidiecezji Lwowskiej Obrządku Łacińskiego w Lubaczowie, "Archiwa, Biblioteki i Muzea Kościelne", t. 51, 1985, s. 46-104